# Piattaforma per la Vita e la Pace
Piattaforma per la Vita e la Pace (in ucraino Платформа за життя та мир?, Platforma za žyttja ta myr, in russo Платаформа за жизнь и мир?, Plataforma za žizn' i mir, PZŽM) è un partito politico ucraino euroscettico e rappresentante degli interessi della minoranza russa. Creato nel 2022 in seguito alla scissione dei moderati dal partito filorusso Piattaforma di Opposizione - Per la Vita. Piattaforma di Opposizione - Per la Vita era nato a sua volta nel 2018 dall'unione dei pariti Per la Vita e Blocco di Opposizione, quest'ultimo si era costituito nel 2014 a seguito della disgregazione del Partito delle Regioni di Viktor Janukovyč a seguito della sua fuga dal paese per via degli sviluppi seguiti all'Euromaidan.
È un partito che si dichiara centrista, antieuropeista e in opposizione all'atlantismo, all'eurasiatismo e all'ultranazionalismo ucraino.
Il capo politico del partito è Jurij Bojko, ex co-presidente della Piattaforma di Opposizione - Per la Vita (leader area moderata).